# Црква Светог Великомученика Прокопија на Орловачи
Црква Светог Великомученика Прокопија је српска православна црква која се налази у на гробљу Орловача у градској општини Чукарица.

## Опште информације
Црква се налази на адреси Ибарски пут б. б. на гробљу Орловача у београдској општини Чукарица. Црква припада архиепископији београдско-карловачкој, а посвећена је Прокопију Јерусалимском.
Оригиналне капеле на гробљу Орловача биле су смештене на привременом прилагођеном објекту, који није био погодан за то. Године 1998. Српска православна црква затражила је дозволу за изградњу цркве на гробљу, а Патријарх Павле освештао је простор на коме се она градила, 2. јуна 1998. године. Изградња цркве почела је у јануару 1999. године, а завршена је и посвећена 2001. године. Цркву је дизајнирала архитекта Љубица Бошњак, фреске је радио Мића Белоћевић, а иконостас је насликала група уметника из Херцеговине.